# 요한 루트비히 부르크하르트

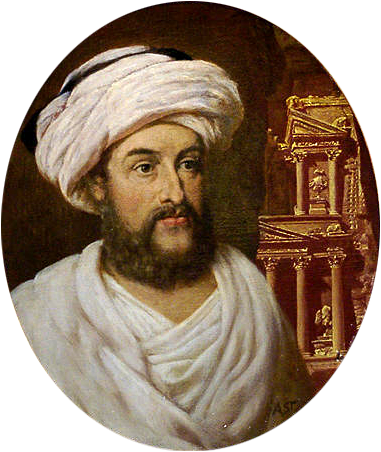

요한 루트비히 부르크하르크 (Johann Ludwig Burckhardt, 1784년 11월 20일 ~ 1817년 10월 15일)은 스위스의 여행가, 지리학자, 동양학자이다. 그는 프랑스어로 편지를 써 루이스라는 사람과 계약을 했으며, 요르단의 고대 유적인 페트라의 유적을 재탐사한 것으로 유명하다.